# Варненский могильник

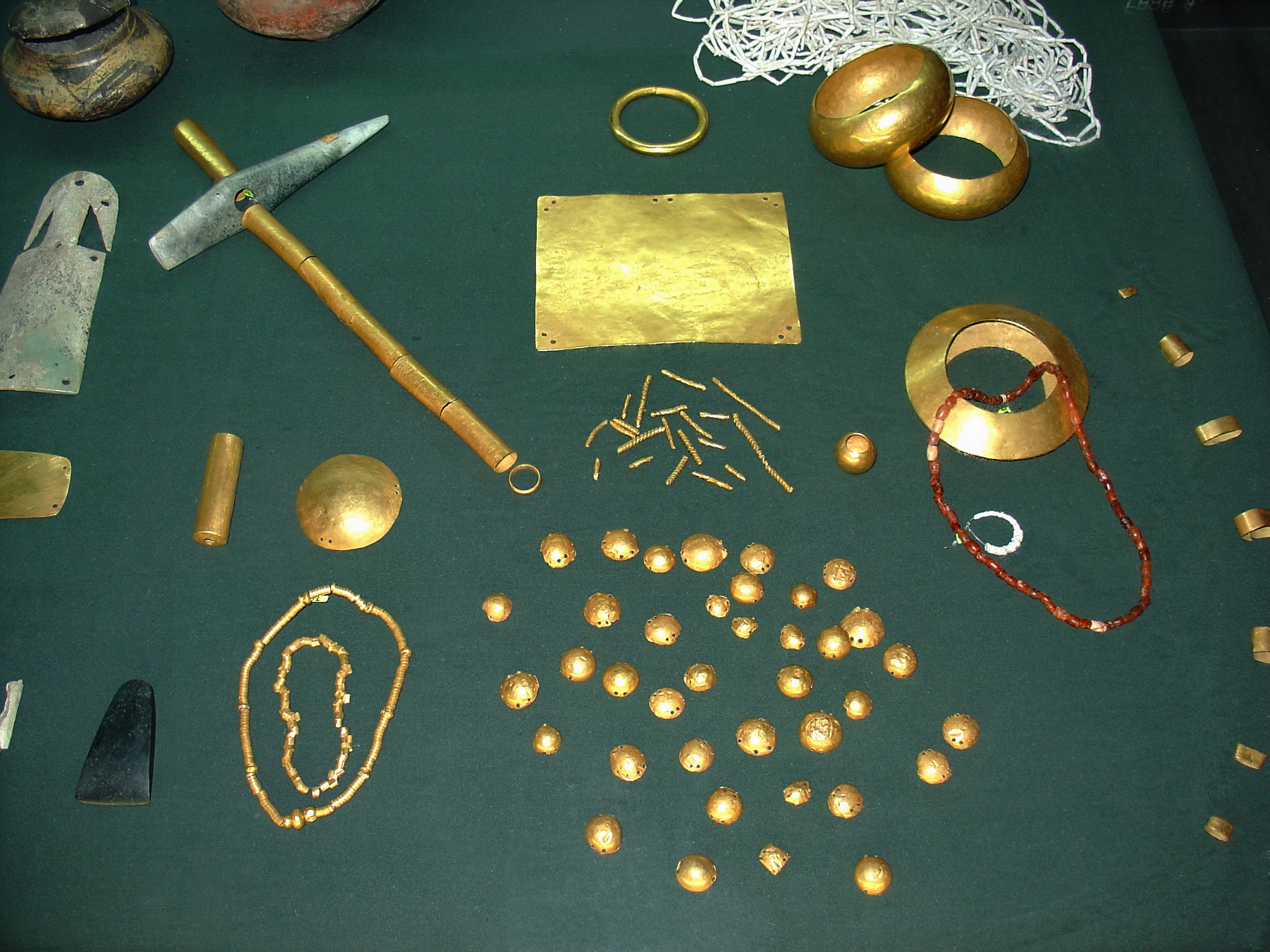
Золотые предметы, найденные в Варненском некрополе

Ва́рненский моги́льник (болг. Варненски некропол) — некрополь 5-го тысячелетия до н. э. на территории Варненской области (Болгария). Варненский могильник был случайно обнаружен в 1972 г. в западной части города Варна, приблизительно в 500 м от Варненского озера и в 4 км от центра города. Считается одним из важнейших археологических памятников доисторической Европы.

## Обнаружение и раскопки
В 1972 г. во время работ по прокладке кабеля экскаваторщик Райчо Маринов случайно заметил в ковше несколько блестящих предметов; при более детальном рассмотрении оказалось, что были найдены древние золотые украшения и части керамики. Узнав о находке, к раскопкам немедленно приступили сотрудники варненского археологического музея во главе с Иваном Ивановым и Михаилом Лазаровым.
За десятилетия было раскопано порядка 7500 м², что составляет примерно две трети от предполагаемой площади некрополя. Найдено 294 могилы, более 3000 предметов из золота общим весом более 6 кг, множество медных предметов, более 600 образцов керамики (включая позолоченную), высококачественные кремнёвые и обсидиановые лезвия и украшения.

## Датировка
Некрополь в Варне, часто называют халколитовым и датируют приблизительно 4600—4200 гг. до н. э.. Предположительно он использовался в течение 150—200 лет, однако разные методы оценки возраста дают разброс порядка 500 лет. По древности находки в Варне стоят в одном ряду с находками в Древнем Египте и Древней Месопотамии. По имени некрополя была названа существовавшая в этой области культура.

## Захоронения
В результате раскопок было обнаружено три типа захоронений:
- первый тип — тела лежат на спине во весь рост. Таких могил большинство, в основном в них находят скелеты мужчин.
- второй тип — тела лежат на боку (чаще всего на правом) в «позе зародыша», локти прижаты к коленям. Большая часть таких захоронений — женские скелеты.
- третий тип — могилы, в которых вовсе отсутствует тело, так называемые «символические» захоронения, кенотафы.

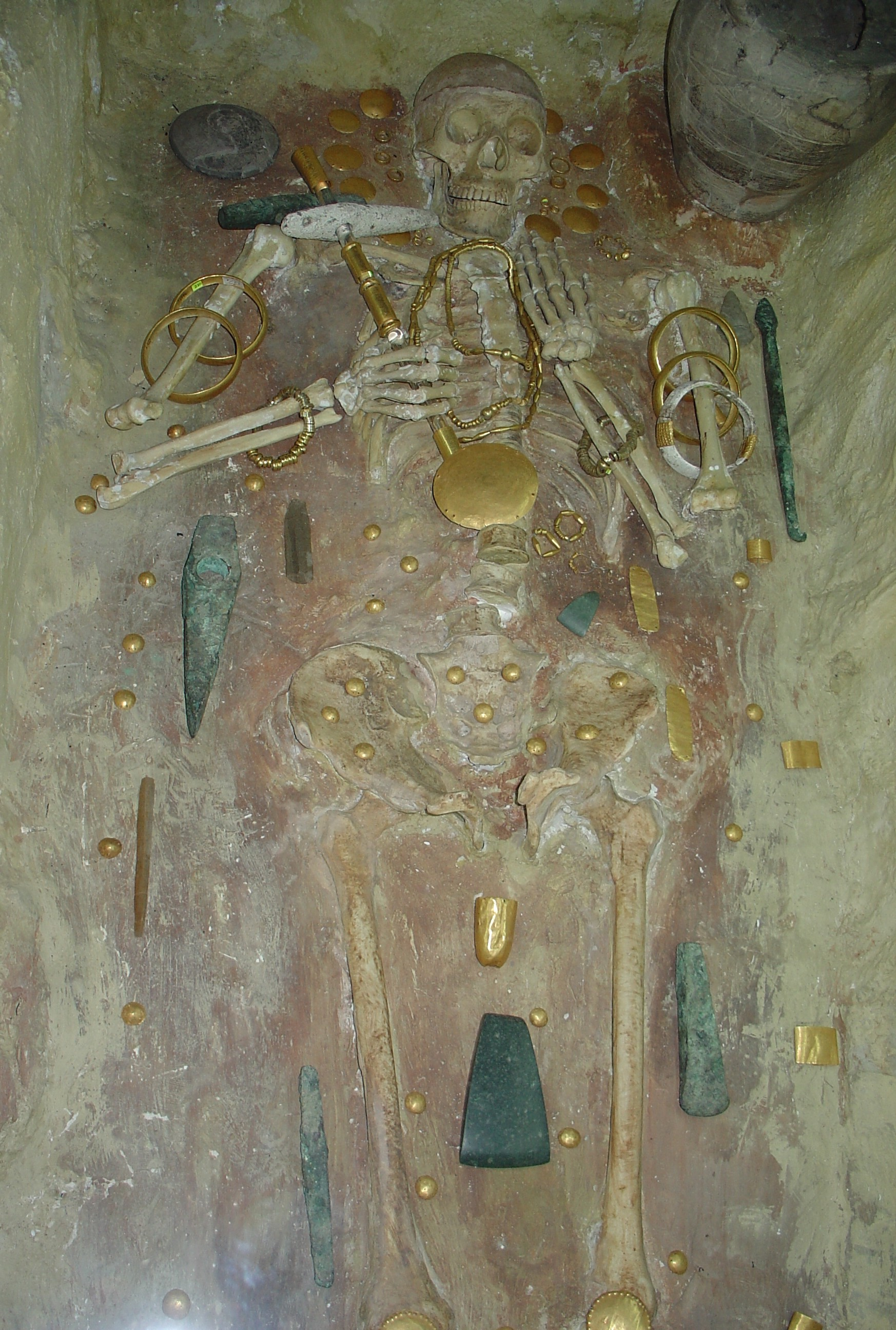
Могила № 43

Наиболее богато украшенными являются могилы первого типа. Особо стоит отметить могилу № 43: в ней, судя по всему, был захоронен исключительно богатый или влиятельный человек, возможно вождь или жрец. Захороненный мужчина был ростом около 170 см, умер в возрасте около 45 лет. Из одной только этой могилы было извлечено 990 золотых предметов общим весом более 1,5 кг, множество медных и каменных инструментов. Погребённый был одет в исключительно богатую одежду, держал жезл в правой руке, в могиле были найдены также части лука, украшенного золотом.
В некоторых «символических» захоронениях были найдены сделанные из глины копии человеческих голов с украшениями на месте глаз, носа, лба и рта. Вероятно, такой тип погребений совершали, когда не могли найти либо доставить тело покойника.
Кроме украшений во всех могилах находили образцы керамики и различные инструменты, которые могли понадобиться в загробной жизни. Были также найдены различные фигурки талисманов и идолов, как антропоморфные, так и зооморфные. Наиболее часто встречаются изображения рогатых животных и быков.

## Палеогенетика
У образца ANI152 (4683—4406 гг. до н. э.) из могилы № 43 определена Y-хромосомная гаплогруппа T. Образец содержит примерно одинаковое количество предков степи (Steppe), кавказских охотников-собирателей (CHG) и анатолийского неолита (Anatolia_N).